# Schefflerodendron
Schefflerodendron Harms – rodzaj roślin z rodziny bobowatych (Fabaceae). Według The Plant List obejmuje co najmniej 4 gatunki. 

## Systematyka
Pozycja według APweb (aktualizowany system APG III z 2009)
Jeden z rodzajów plemienia Millettieae z podrodziny bobowatych właściwych (Faboideae) z rodziny bobowatych (Fabaceae) należącej do rzędu bobowców (Fabales) reprezentującego dwuliścienne właściwe.
Wykaz gatunków
| - Schefflerodendron adenopetalum (Taub.) Harms - Schefflerodendron gabonense Pellegr. - Schefflerodendron gilbertianum J.Leonard & Lat.-Marl. - Schefflerodendron usambarense Harms |